# Ermita de San Esteban (Onteniente)
La ermita de San Esteban es una ermita de finales del siglo XVII situada a la Sierra Grossa, en el término de Onteniente (Valle de Albaida, Comunidad Valenciana, España).
Está catalogada, de manera genérica, como Bien de Relevancia Local, según la Disposición Adicional Quinta de la Ley 5/2007, de 9 de febrero, de la Generalitat, de modificación de la Ley 4/1998, de 11 de junio, del Patrimonio Cultural Valenciano (DOCV Núm. 5.449 / 13/02/2007), con código de identificación, 46.24.184-011.
Está situada sobre un pintoresco paraje a la cumbre de la Sierra Grossa al que se accede por la carretera de Onteniente a Mogente, cogiendo un desvío a mano izquierda, por el camino que conduce a la finca "La Garnatxa" y, pasando ésta a 7,5 km de la población encontramos en lo alto de la montaña la ermita.
Su mirador está situado a 780 m sobre el nivel del mar. Divisamos a nuestros pies nuestro pueblo. Hacia el levante vemos una panorámica del valle y de las siluetas de las montañas que nos rodean, como son la sierra del Benicadell y la sierra de Mariola. Gracias al camino abierto a principios de los años setenta por asociación de Llumeners se puede acceder con vehículos.

## Historia
La ermita de San Esteban fue construida por los labradores en 1702, la campana que había, del Santísimo de esta Vila, en 1712.
La ermita ha sido recientemente restaurada.
Antes de la reforma estaba encalada siendo sus paredes blancas. Desde su restauración el 1991, las paredes han quedado sin el enlucido, mostrando los muros de masonería y los ángulos parametraels reforzados con piedras rústicamente labradas.
Se encuentra sobre una grada también de masonería, después de ascender por su escalinata colocada al centro de la grada, llegamos a la explanada superior. Dos arcos neo góticos realizados con ladrillos cara vista, sobre ellos una inscripción: L'ermita de Sant Esteve -s. XVII-. Baix el patrocini de la Conselleria de Agricultura i del Excel-lentíssim Ajuntament d'Ontinyent s'arreglà l'ermita. S'inaugurà el 20 d'octubre de 1991. (en castellano: La ermita de San Esteban- siglo XVII- Bajo el patrocinio de la Conselleria de Agricultura y del Excelentísimo Ayuntamiento de Onteniente se arregló la ermita. Se inauguró el 20 de octubre de 1991).
Pertenece al movimiento religioso de primeros de siglo, impulsado por los franciscanos.

## Descripción
Presenta un atrio previo, prácticamente todo cerrado, salvo dos apuntados arcos situados en la parte central del mismo. Una vez dentro, en la parte izquierda puede observarse un rústico hogar de fuego, que es utilizado por excursionistas y peregrinos. La cubierta a dos aguas es de teja árabe. A mano derecha de la ermita se encuentra el antiguo aposento del ermitaño que actualmente es refugio de los excursionistas. Dentro la cubierta es de medio punto acampanada y con lunetos ciegos.
Sobre el altar, en el presbiterio, hay un retablo formando una capillita en el centro del cual se conserva la imagen de "El Santet", como se lo conoce popularmente a San Esteban. Es considerado en la comarca como el protector contra las arrasadoras granizadas de verano.
La explanada inferior se han colocado bancos mesas y paelleros para los excursionistas. Desde este lugar el panorama se domina toda la Vall d'Albaida, sierra de Mariola.

## Fiesta
Hoy en día, después de hacerse cargo del mantenimiento de la celebración la Associació de Llumeners de Sant Esteve, se le ha dado un carácter más festivo y popular.
Actualmente la tradicional fiesta a San Esteban lo organiza la Associació de Llumeners de Sant Esteve. Se celebran varios actos, organizados en un programa de las fiestas, desde la cena y proclamación de Reina de Fiestas y Damas de Honor hasta la encendida de una hoguera a la Ermita. Así mismo, comitiva recorre la población con el tabalet y la dulzaina invitando al vecindario a sumarse en la fiesta. Una vez en la Ermita se celebra Misa y después sigue el almuerzo campestre.

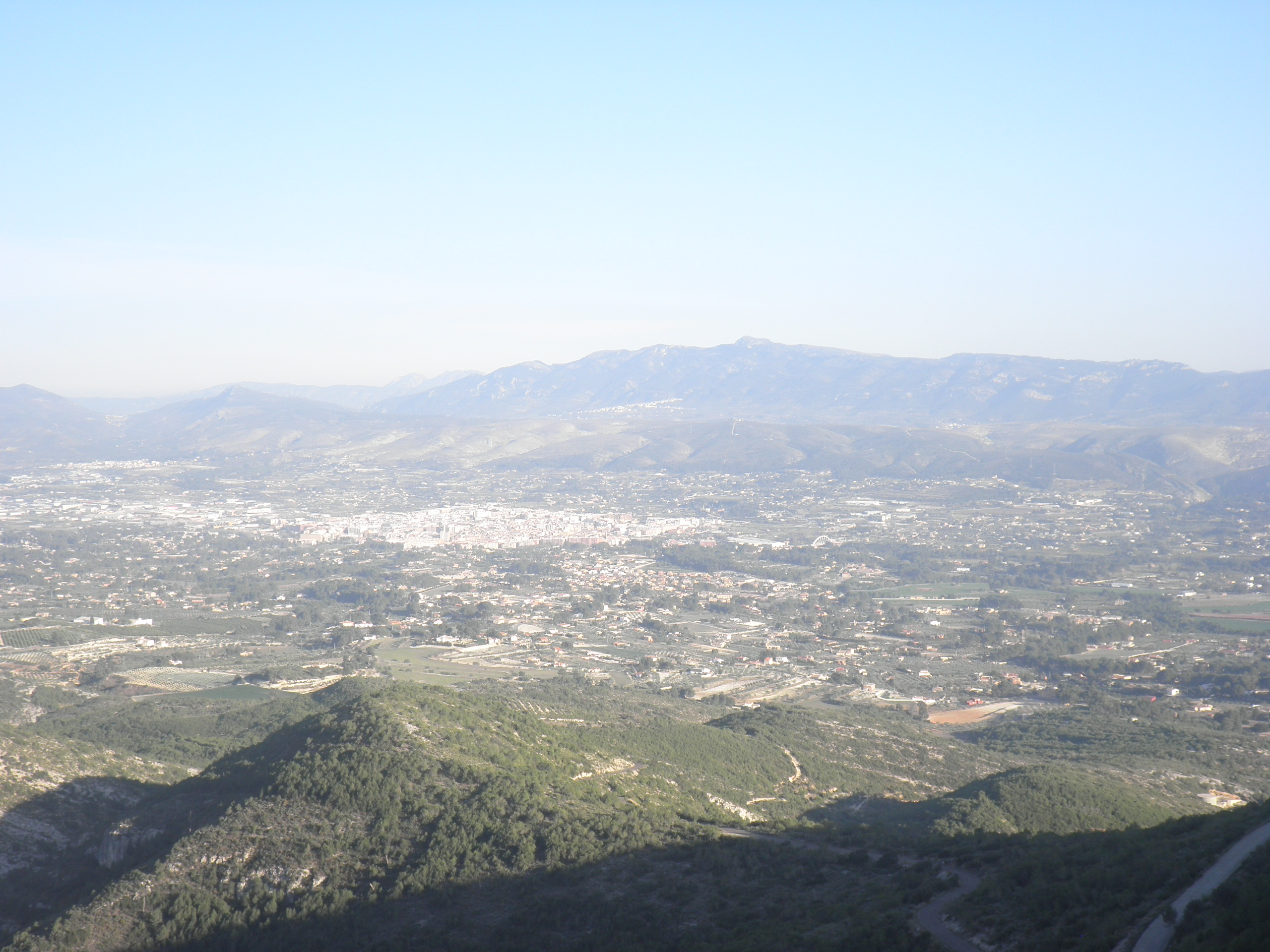
Vista desde el mirador.

## Vegetación
Está poblada en su mayor parte por algunas zonas de carrascas, muchos pinares, un sotobosque con "coscolles" y aulagas, un matorral de hierbas aromáticas cómo son el romero, la pebrella, el romillo.
Un incendio quemó entre el 4 y 8 de julio de 1994 el 94% de la superficie de vegetación. El fuego devastó 3.348 hectáreas de bosque y 2.2650 de matorral.